# Las herederas
Las herederas fue una telenovela chilena producida y emitida por Universidad Católica de Chile Televisión durante el segundo semestre de 1983. Fue una adaptación de la teleserie brasileña Corrida do ouro, de Lauro César Muniz y Gilberto Braga. Dirigida por Regis Bartizzaghi.

## Argumento
Tras la muerte de Ladislao Duval de Ferreira, al abrirse su testamento en que deja 25 millones de dólares, se descubre que ha designado cinco herederas de su fortuna, las que, sin embargo, deberán cumplir con una serie de condiciones para heredar; de no ser así, los fondos en su totalidad irán a una institución rural que ya era beneficiaria de la mitad de la fortuna.
Así, las obligaciones son las siguientes: Teresa (Coca Guazzini) deberá sacar su título de periodista, la tarea más fácil, ya que, para el millonario Ladislao, con su persuasión Teresa ayudar a otras; Isadora (Sandra Solimano) deberá irse a vivir a la casona del difunto, dejando atrás su carrera artística de canto; Gilda (Marés González) deberá dejar su residencia en París para volver a Chile; Ana María (Patricia Guzmán) deberá ir a vivir con su madre Kiki, que la dejó siendo una niña; y Patricia Duval (Schlomit Baytelman), la única pariente directa del fallecido Ladislao, deberá casarse con Rafael (Ramón Farías). 
Con el correr de los capítulos, se irá descubriendo la intención real de Ladislao al fijar las condiciones para heredar, siendo su presencia un elemento latente a lo largo de la telenovela.

## Reparto

### Principales
- Coca Guazzini como Teresa Rodríguez
- Shlomit Baytelman como Patricia Duval
- Sandra Solimano como Isadora Cruz / Isadora Duval
- Patricia Guzmán como Ana María Zelada
- Marés González como Gilda Díaz-Steiner
- Liliana Ross como Fernanda Montenegro
- Maricarmen Arrigorriaga como Vania Steiner
- Ramón Farías como Rafael Lara / Rafael Duval
- Jaime Vadell como Manuel Prado
- Ana Reeves como Brígida
- Nelly Meruane como Kiki Ordóñez
- Cristián García-Huidobro como Juan Pablo Rossi
- Mónica Carrasco como Carmen
- Fernando Kliche como Sergio Lara
- Gonzalo Robles como Octavio Suárez
- Gabriela Medina como Marietta Brito
- Myriam Palacios como Magdalena
- Florencia Velasco como Lola
- Agustín Moya como Mario Brito
- Ana María Palma como Florinda
- Óscar Olavarría como Camilo Díaz
- Juan Carlos Bistotto como Andrés Steiner
- Amelia Requena como Susana / Garrett
- Roberto Navarrete como Alfredo Cienfuegos
- Archibaldo Larenas como Onofre Rodríguez
- Armando Fenoglio como Jorge Zelada
- Pedro Villagra como Ricardo
- Humberto Gallardo como Diego
- Rayén Montalba Nett como Marcela Suárez

### Recurrentes e invitados especiales
- Edgardo Bruna como Nelson
- Maruja Cifuentes como Mónica Rossi
- Mireya Véliz como Zeta Lara
- Exequiel Lavandero como Humberto
- Solange Lackington como Marcia

## Curiosidades y datos
- La telenovela fue grabada en una casona en Pirque (Las Majadas de Pirque), la cual sin embargo fue privada por sus dueños al canal a la mitad del rodaje, por lo que los exteriores debieron ser acomodados o cambiados.
- En esta teleserie se hizo el primer cambio de un actor de un día para otro, esto porque el actor Agustín Moya que interpretaba a Fernando tuvo un accidente en moto y en su reemplazo pusieron al actor Óscar Olavarría. También Marés González tuvo una enfermedad, por lo cual debió ausentarse de las grabaciones algunas semanas y para suplir su ausencia, se ideó una cirugía estética de su personaje, Gilda, y se hizo aparecer a Peggy Cordero con vendas en la cara.
- Es el primer guion brasileño que Canal 13 lleva a sus pantallas, marcando un éxito rotundo de sintonía (43,6 puntos de sintonía promedio).
- La música incidental de la teleserie fue compuesta por la prestigiosa autora Scottie Scott, quien diseñó una melodía para cada una de las cinco protagonistas.
- Es la primera telenovela chilena con protagonistas corales (en este caso, solo mujeres).
- Retransmitida en una ocasión, entre diciembre de 1986 y marzo de 1987, de lunes a viernes, 19.15.